# クーラーボックス

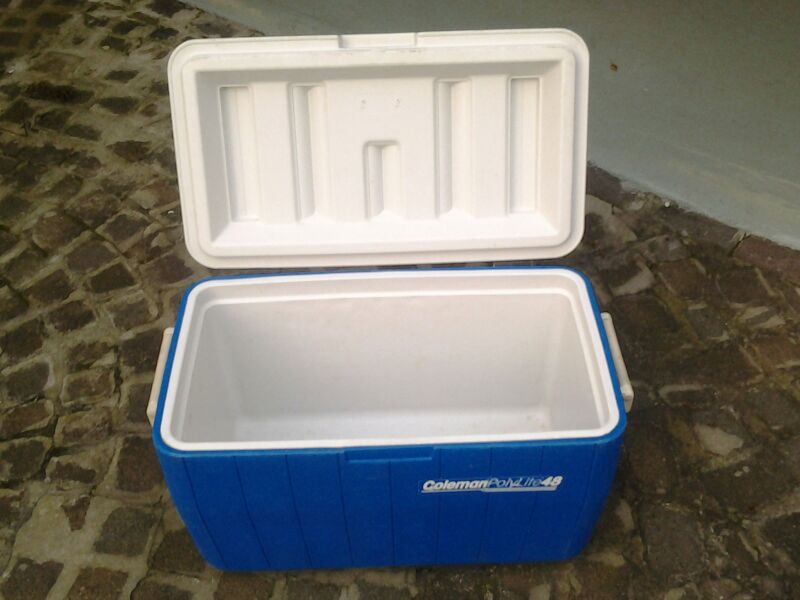
クーラーボックス（蓋を開けた状態）

クーラーボックス（cooler box）とは、携帯用のバッグ型保冷箱を意味する和製英語。英語では単に"cooler"などという。
プラスチックケースの周囲に断熱材が張り巡らせてあることから、温度を一定に保つことができる。主に釣り具用品として、釣った魚を保管、運搬する道具として1980年代頃から普及し、以後は釣りだけでなくアウトドアレジャーなどで、食品や飲料などを入れて運搬する道具として使われるようになった。
通常は、クーラーボックスに保冷剤や保温材を入れて温度を保つが、自動車などの電源を利用した冷蔵・温蔵庫のタイプもある。宅配便などでは、発泡スチロール製のトロ箱（魚箱）をクーラーボックスと呼ぶことがある。

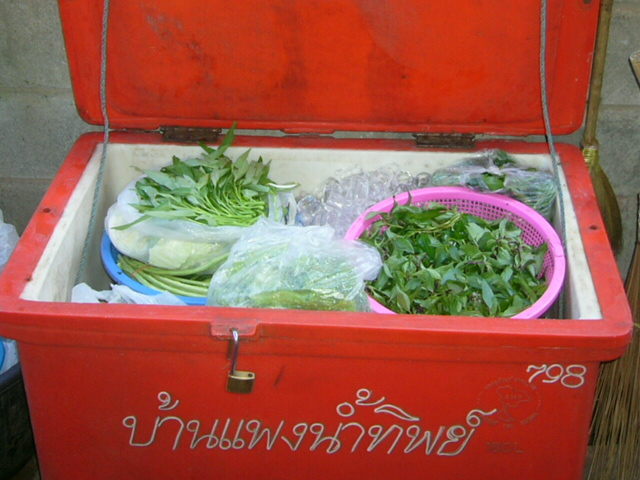
野菜を入れた状態
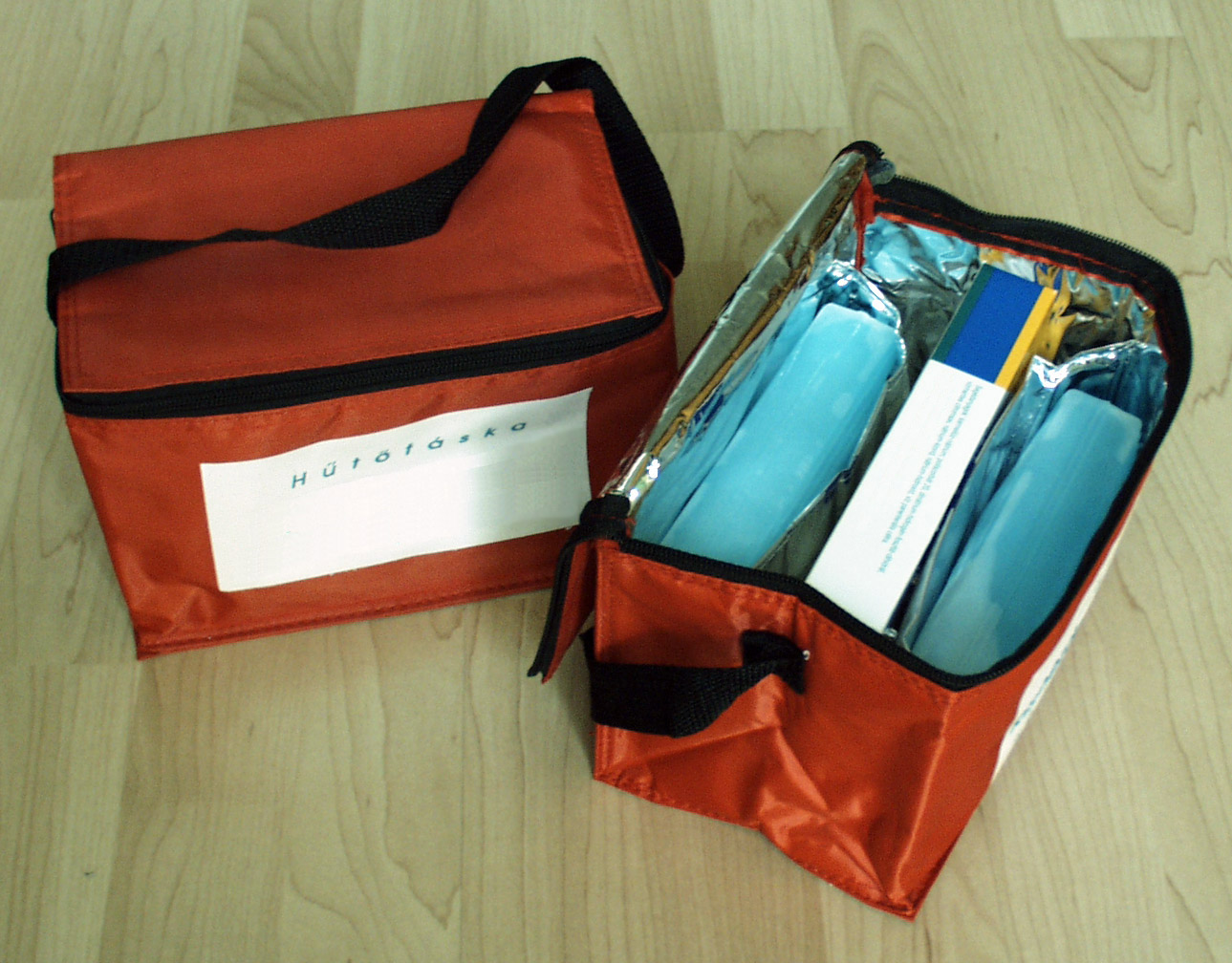
柔らかい素材で作られた断熱バッグ
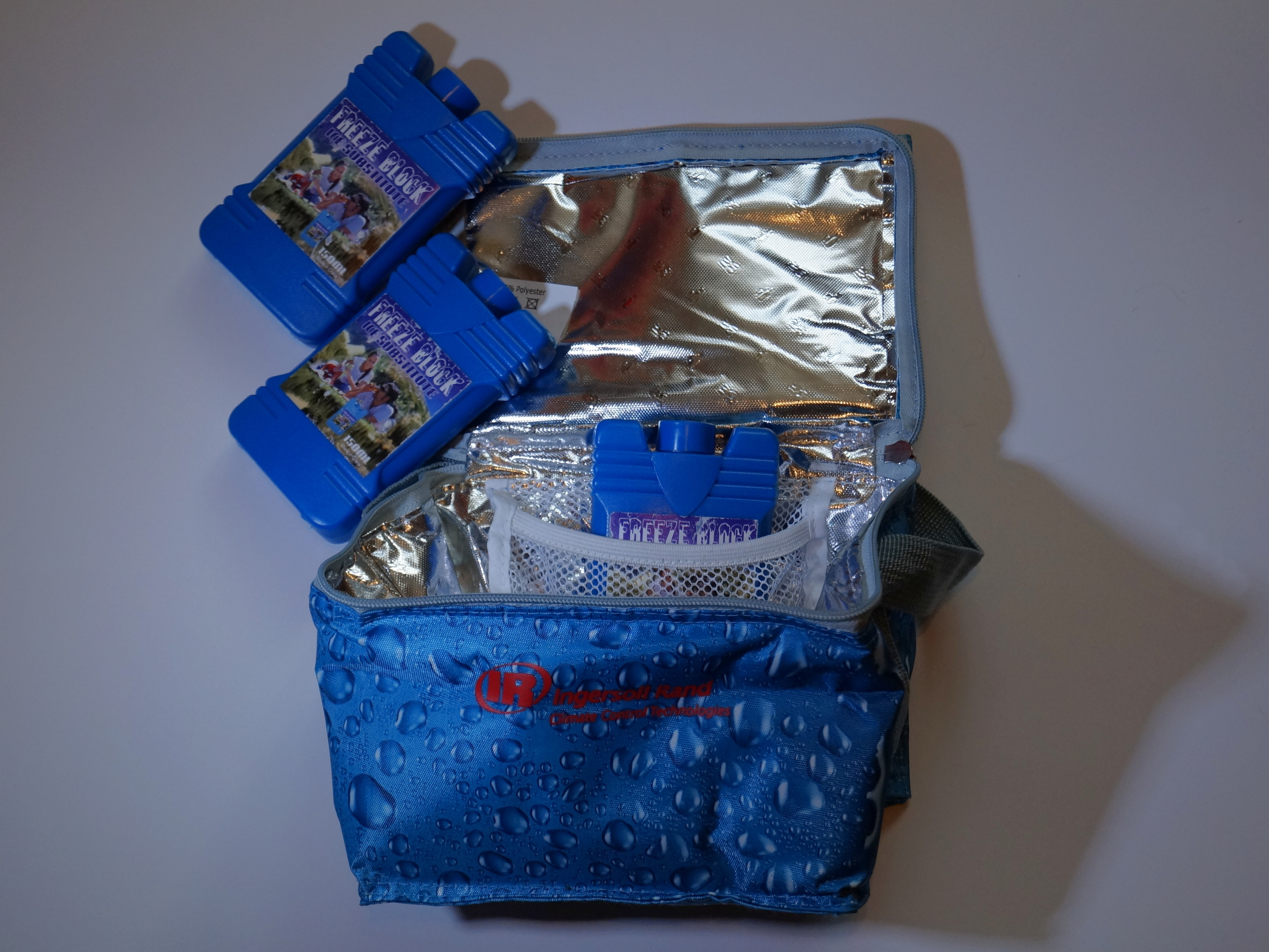
断熱バッグと保冷剤